# Оверчук, Алексей Логвинович
Алексе́й Ло́гвинович Оверчу́к (род. 9 декабря 1964, Коростышев, Житомирская область, Украинская ССР, СССР) — российский государственный и политический деятель, экономист. Заместитель председателя Правительства Российской Федерации с 21 января 2020 года (исполняющий обязанности 7—14 мая 2024).
До этого с 2011 года по 2020 год занимал должность заместителя руководителя Федеральной налоговой службы РФ. Действительный государственный советник Российской Федерации 2-го класса.

## Биография
Родился 9 декабря 1964 года в Коростышеве Житомирской области.
В 1986 году окончил Московскую сельскохозяйственную академию им. К. А. Тимирязева по специальности «экономическая кибернетика».
1986—1993 — старший лаборант, младший научный сотрудник, научный сотрудник, старший научный сотрудник лаборатории совершенствования хозяйственного механизма АПК Московской сельскохозяйственной академии им. Тимирязева.
В 1992 году защитил кандидатскую диссертацию на тему «Организация управления кооперативной формой хозяйствования в АПК» в Московской сельскохозяйственной академии имени К. А. Тимирязева, кандидат экономических наук.
1993—1994 — главный специалист Управления международного сотрудничества Роскомзема.
1994—1998 — заместитель начальника международного отдела Управления делами Роскомзема.
1998 — начальник отдела государственной регистрации прав на недвижимость Управления государственного земельного кадастра и регистрации недвижимости Государственного комитета РФ по земельным ресурсам и землеустройству (Роскомзем).
1998 — начальник Информационно-аналитического управления Министерства РФ по земельной политике, строительству и жилищно-коммунальному хозяйству.
1998—1999 — начальник Информационно-аналитического управления Государственного земельного комитета РФ.
1999—2000 — начальник Информационно-аналитического управления Государственного комитета РФ по земельной политике.
С августа 2000 года — заместитель руководителя Федеральной службы земельного кадастра России (Росземкадастр), с 2004 года преобразованной в Федеральное агентство кадастра объектов недвижимости (Роснедвижимость). Именно в Роснедвижимости, позже преобразованной в Росреестр, Михаил Мишустин и занял свой первый пост руководителя госоргана, а в его подчинении оказался Оверчук.
С 2000 по 2007 год избирался членом бюро и заместителем председателя рабочей группы по управлению земельными ресурсами Европейской экономической комиссии ООН.
В 2007 году стал заместителем главы Федерального агентства по управлению особыми экономическими зонами под руководством Михаила Мишустина, координировал работы по привлечению инвесторов.
С 2008 по 2010 год занимал руководящие должности в группе инвестиционных компаний UFG Capital Management, возглавляемой Мишустиным.

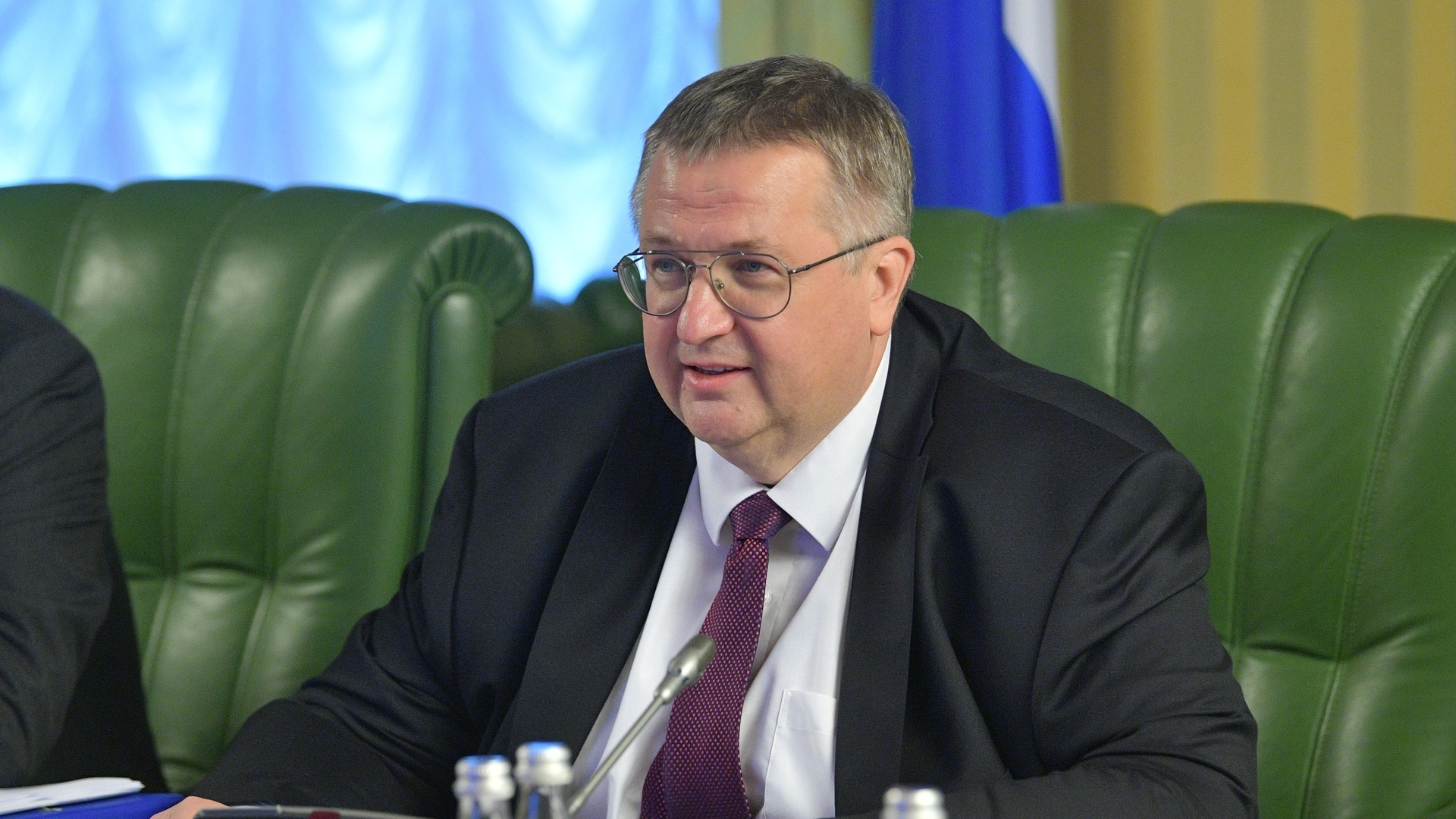
Алексей Оверчук на заседании Совета Евразийской экономической комиссии, 2020 год

С марта 2011 года — заместитель руководителя Федеральной налоговой службы. Координировал и контролировал деятельность управления стандартов и международного сотрудничества. На посту замглавы ФНС он в том числе координировал работу по методологическому и организационному обеспечению работы ведомства и территориальных налоговых органов по вопросам применения международных договоров России об автоматическом обмене информацией.
С 21 января 2020 года — заместитель председателя Правительства Российской Федерации. Изначально предполагалось, что Оверчук будет курировать вопросы информационных технологий, однако они были распределены между другими вице-премьерами. В сферу его ответственности в правительстве входят вопросы Евразийской интеграции, сотрудничества с международными организациями (СНГ, БРИКС, G20 и так далее) и планирования и организации международных мероприятий с участием Председателя Правительства.
14 мая 2024 года указом президента России Владимира Путина назначен Заместителем Председателя Правительства Российской Федерации во втором Правительстве Михаила Мишустина.

## Награды
- Медаль ордена «За заслуги перед Отечеством» I степени (12 июня 2017) — за многолетнюю безупречную государственную службу[7]
- Медаль ордена «За заслуги перед Отечеством» II степени (25 октября 2014) — за достигнутые трудовые успехи, многолетнюю добросовестную работу и активную общественную деятельность[8]
- Медаль «За вклад в развитие Евразийского экономического союза» (9 декабря 2022, Высший совет Евразийского экономического союза)[9]
- Медаль Столыпина П.А. I степени (9 декабря 2024) — за многолетнюю плодотворную государственную деятельность
- Медаль «10 лет Евразийскому экономическому союзу» (26 декабря 2024, Высший Евразийский экономический совет)[10].
- Орден «Достук» (2 апреля 2025, Кыргызстан)[11].

## Семья
Его отец, Оверчук Логвин Алексеевич, родился 7 ноября 1932 года. Работал во Всероссийском научно-исследовательском институте экономики сельского хозяйства. Был атташе по сельскому хозяйству Посольства Российской Федерации в США. Умер 25 июня 2007 года, похоронен на Троекуровском кладбище в Москве.
Его мать, Оверчук Нелли Александровна, родилась в апреле 1936 года. Работала во Всероссийском научно-исследовательском институте технико-экономических исследований агропромышленного комплекса (ВНИИТЭИагропром). Умерла 18 мая 2009 года.

## Санкции
9 июня 2022 года Украина ввела санкции из-за вторжения России на Украину.
16 декабря 2022 года, внесён в санкционный список Евросоюза за поддержку и реализации политики, подрывающую территориальную целостность, суверенитет и независимость Украины.
24 февраля 2023 года внесён в санкционный список Канады как «элита и близкий соратник режима». Также внесён в санкционные списки Австралии, Швейцарии и Новой Зеландии.

## Имущество и доход
По данным декларации за 2018 год в его владении находятся два земельных участка общей площадью 2200 м², три квартиры общей площадью 225,6 м² и один легковой автомобиль Ford Focus. При этом его доход составлял 8 786 378 рублей.
Супруга имела доход 1 636 351 рублей, имела дополнительно две квартиры общей площадью 96 кв. м.